# Donald Somervell
Donald Bradley Somervell (24 août 1889-18 novembre 1960) est un avocat britannique, juge et homme politique du Parti conservateur. Il est solliciteur général et procureur général de 1933 à 1945 et est brièvement ministre de l'Intérieur dans le gouvernement intérimaire de Winston Churchill en 1945.

## Jeunesse et carrière juridique
Somervell est le fils de Robert Somervell, maître et économe de la Harrow School, et fait ses études à Harrow avant d'étudier la chimie au Magdalen College, Oxford, où il obtient un diplôme en 1911. En 1912, il est élu fellow du All Souls College d'Oxford, le premier chimiste à être élu. Il rejoint Inner Temple, mais sa formation juridique est interrompue par le déclenchement de la Première Guerre mondiale. Il sert avec le Middlesex Regiment et la 53rd Brigade en Inde et en Mésopotamie. Pour son service de guerre, il est nommé OBE en 1919.
Après avoir été admis au barreau par contumace en 1916, il achève sa scolarité et exerce dans les cabinets de William Jowitt, spécialisé dans les questions de droit commercial découlant du traité de Versailles. Il devient Conseiller de la reine en 1929.

## Carrière politique
En 1929, il entre en politique. Bien que libéral par inclination, le déclin de ce parti et son admiration pour le premier ministre de l'époque, Stanley Baldwin l'amènent à rejoindre le Parti conservateur et il se présente à Crewe sans succès aux élections générales de 1929. Il remporte le siège aux élections de 1931 et l'occupe pendant les quatorze années suivantes.
En 1933, il devient solliciteur général recevant la chevalerie coutumière, suivi trois ans plus tard d'une promotion au poste de procureur général. Dans ce dernier poste, il sert pendant pas moins de neuf ans, au cours desquels il supervise des crises telles que la crise d'abdication d'Édouard VIII. Il est admis au Conseil privé dans les honneurs d'anniversaire de 1938. Il est enregistreur de Kingston upon Thames de 1940 à 1946.
En 1945, il est brièvement ministre de l'Intérieur dans le gouvernement intérimaire de Winston Churchill. Le gouvernement et Somervell sont tous deux battus aux élections générales de cette année.

## Carrière judiciaire
En 1946, Somervell est nommé Lord Justice of Appeal par Clement Attlee. En 1951, Churchill revient au pouvoir, mais ne nomme pas Somervell comme Lord grand chancelier. Le 4 octobre 1954, Somervell devient Lord of Appeal in Ordinary et, en tant que Law Lord, il reçoit une pairie à vie comme baron Somervell of Harrow, d'Ewelme dans le comté d'Oxford. Il prend sa retraite en 1960, peu de temps avant sa mort.

## Famille
Somervell épouse Loelia Helen Buchan-Hepburn, fille de Sir Archibald Buchan-Hepburn, 4e baronnet, en 1933. Elle est décédée en juillet 1945, à l'âge de 48 ans. Somervell est décédé en novembre 1960, à l'âge de 71 ans. Sa tombe se trouve dans le parc de l'église Saint Mary à Ewelme, en face de l'écrivain Jerome K. Jerome.